# Argaon
Argaon es una ciudad en el distrito de Ratnagiri, estado de Maharashtra (India). Ratnagiri es un distrito del paseo costero del mar Arabigo . Esta tierra se encuentra en la parte occidental de Maharashtra a lo largo del Mar Arabigo y está ubicada entre el mar y una cordillera que nombraron Sahyadri y es conocido como Konkan.  Argaon está situado en las estribaciones de las montañas de Sahyadri
Su verde y perenme vegetación se mantiene pura e intacta en los meses de viento Monzón y después.  Argaon tiene una población pequeña porque la mayoría de las personas que vivían allí han emigrado a Mumbai, una ciudad industrial.  Aun así, el vínculo a su ciudad natal los lleva allí  cada verano y durante los festivales de Ganapati & Shimga 
- Datos: Q4682444